# Гољак (планина)
Брдско-планински масив Гољака припада Родопском планинском ланцу, који је један од најстаријих у Европи. Представља систем планинских врхова који са запада, од превоја Лисице (1 186 m), завија и спушта се на југоисток ка Врању, до Веље главе (1 181 m) и Копиљака (1 126 m). Ти врхови чине границу јабланичког краја према Косовском Поморављу (развође Јабланице према Кривој реци). Планина се на истоку протеже својим обронцима тј брдо Хисар изнад Лесковца, до реке Ветернице, које је одваја од Кукавице. Западно је косовска планина Пруговац, северно Јабланичка котлина која је одваја од планине Радан. Јужно је Косовско Поморавље.
Гољак заузима југозападне, јужне и југоисточне пределе јабланичког краја.
Геолошки састав је разноврстан, преовлађују гранити и гнајсеви. Испресецан је потоцима и вододеринама насталих тектонским и другим ерозионим процесима.
Највиши врх Гољака је Веља глава (1.181 м.) и налази се на самој граници општина Медвеђа и Лебане, која се у само пар километара граничи са општином Косовска Каменица. Кањон реке Шуманке, десне притоке Јабланице, у дужини од једног километра , чија висина са десне стране код Урманског виса износи 607 метара, а са леве стране од тока код Влајкове утрине од 639 метара. Огранци Гољака прате речни ток Шуманке све до њеног спајања са реком Јабланицом код Лебана. У подножју планине, недалеко од Медвеђе налази се Сијаринска бања